# Joan Alaix Biscarri
Joan Alaix Biscarri (Falset, 2 de desembre de 1832 - Tarragona 12 de juny de 1912) va ser un sacerdot catòlic.
Va cursar estudis al Seminari Conciliar de Lleida, on el seu oncle matern, protector seu era canonge penitencier de la Seu. Va acabar els estudis al Seminari de Tarragona. L'any 1854 és ordenat sacerdot, i aquell mateix any es va llicenciar en Teologia. Destinat primer a Tàrrega i després a Montblanc, el 1858 va ser nomenat canonge de la catedral de Tarragona per l'arquebisbe Benet Vilamitjana i Vila. més endavant es va presentar a un concurs per ser nomenat rector, amb trenta-quatre anys. L'arquebisbe Francesc Fleix i Solans li va concedir la plaça de prior a Reus l'any 1866.
A Reus va dur a terme reformes per donar solemnitat a les principals funcions religioses, va impulsar la creació del Centre Catòlic, i l'any 1877 va signar els estatuts de l'entitat amb l'alcalde Antoni Pascual Vallverdú. Abans, el 1867, havia beneït l'església de la Divina Providència, de les monges Clarisses, i el 1871 la nova capella del col·legi de Maria Immaculada de les religioses Claretianes.
Va decidir una actuació, que va ser molt polèmica, a la Prioral de Sant Pere, enllosant l'església, cosa que va obligar a destruir les sepultures que davant de cada capella lateral hi tenien els gremis. Per exemple, davant de la capella del Santíssim hi havia el fossar dels Barons de Mascalbó, davant de la de sant Josep, el  del gremi de fusters, davant de la de sant Eloi el dels ferrers, i així amb totes. Les làpides on hi havia gravades les insígnies dels gremis es van trencar i es van utilitzar per empedrar alguns carrers. Les fonts baptismals es van treure, per tornar-les a col·locar després, però va desaparèixer la reixa gòtica de ferro forjat que les encerclava.